# Saint-Michel-des-Andaines
Saint-Michel-des-Andaines là một xã ở tỉnh Orne Hauts-de-France tây bắc nước Pháp. Xã Saint-Michel-des-Andaines nằm ở khu vực có độ cao trung bình 194 mét trên mực nước biển.